# Відома п'ятірка (футбол)

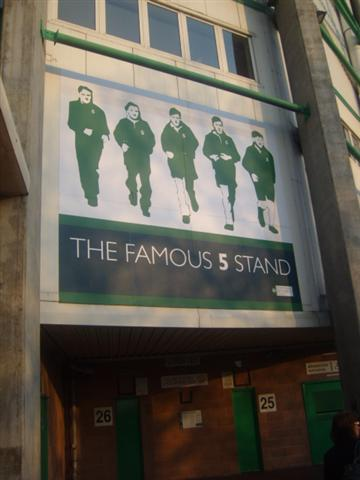

Відома п'ятірка — це збірний термін для лінії форвардів клубу «Гіберніан», до складу якого входили Гордон Сміт, Боббі Джонстон, Лоурі Рейлі, Едді Тернбулл і Віллі Ормонд. Північний стенд на Істер Роуд був названий на їхню честь, коли він був відновлений в 1995 році. Всі п'ятеро гравців були включені в шотландський футбольний Зал слави.
15 жовтня 1949 Відома П'ятірка вперше зіграли разом у запеклому матчі проти Квін оф зе Саут на Істер Роуд. Клуб з Едінбурга переміг з рахунком 2-0.  
Більшість, якщо не всі гравці демонстрували хороші результати,і у 1948, 1951 і 1952 роках. Гібси виграли національний чемпіонат, що було неперевершеним результатом, враховуючи, що клуб виграв до того лише один чемпіонат у 1903 році. Гібси також посіли друге місце після Рейнджерс в 1953 році за кількістю забитих голів в середньому за матч  і зайняли друге місце після Рейнджерс в 1950 році за кількістю набраних очок. Однак, команда була менш успішною в кубкових змаганнях. Їх єдина поява в фіналі Кубку Шотландії в цей період була в 1947 році, де вони програли 2-1 Абердіну Дейва Галлідея. Гібси дійшли до фіналу Кубка Коронації в 1953 році, попередньо вигравши у Ньюкасл Юнайтед і Тоттенхем, але програвши 2-0 Селтіку у фіналі, незважаючи на домінуючу гру. 
Саме через ці успішні виступи Гібси були запрошені грати в першому Європейському кубку в сезоні 1955-56, хоча й клуб зайняв лише 5-е місце в 1955 році, набравши на 15 очок менше, аніж чемпіони Абердін. Клуб досяг півфіналу Європейського кубка, поступившись Стад Реймс.
Однак ця лінія форвардів ніколи не виступала разом за Шотландію на міжнародній арені. Четверо гравців з'явилося у грі шотландської Ліги XI у жовтні 1952 року, під час якої Тернбулл був замінений гравцем Данді Біллі Стілом. Рейлі забив чотири з п'яти голів у Шотландії.